# Ballville
Ballville is een plaats (census-designated place) in de Amerikaanse staat Ohio, en valt bestuurlijk gezien onder Sandusky County.

## Demografie
Bij de volkstelling in 2000 werd het aantal inwoners vastgesteld op 3255.

## Geografie
Volgens het United States Census Bureau beslaat de plaats een oppervlakte van
7,6 km², waarvan 7,1 km² land en 0,5 km² water.

## Plaatsen in de nabije omgeving
De onderstaande figuur toont nabijgelegen plaatsen in een straal van 12 km rond Ballville.